# 15581 Adamkelly
15581 Adamkelly este o planetă minoră (asteroid), cu un diametru de 4,271 km, din centura de asteroizi. A fost descoperită pe 5 aprilie 2000 la Experimental Test Site⁠(d) de Lincoln Near-Earth Asteroid Research. 
Obiectul prezintă o orbită caracterizată de o semiaxă mare de 2,611745 UAi, o excentricitate de 0,05, o înclinație de 2,10217 ° în raport cu ecliptica.